# Clio, Euterpe et Thalie
Clio, Euterpe et Thalie est un tableau réalisé par le peintre français Eustache Le Sueur en 1652-1655. De format carré, cette huile sur bois est une peinture mythologique qui représente Clio, Euterpe et Thalie assises sous des arbres, devant un paysage exécuté par Pierre Patel. Conçue pour l'hôtel Lambert, l'œuvre fait partie d'un ensemble de cinq panneaux figurant ensemble les neuf Muses. Elle est conservée au musée du Louvre, à Paris.

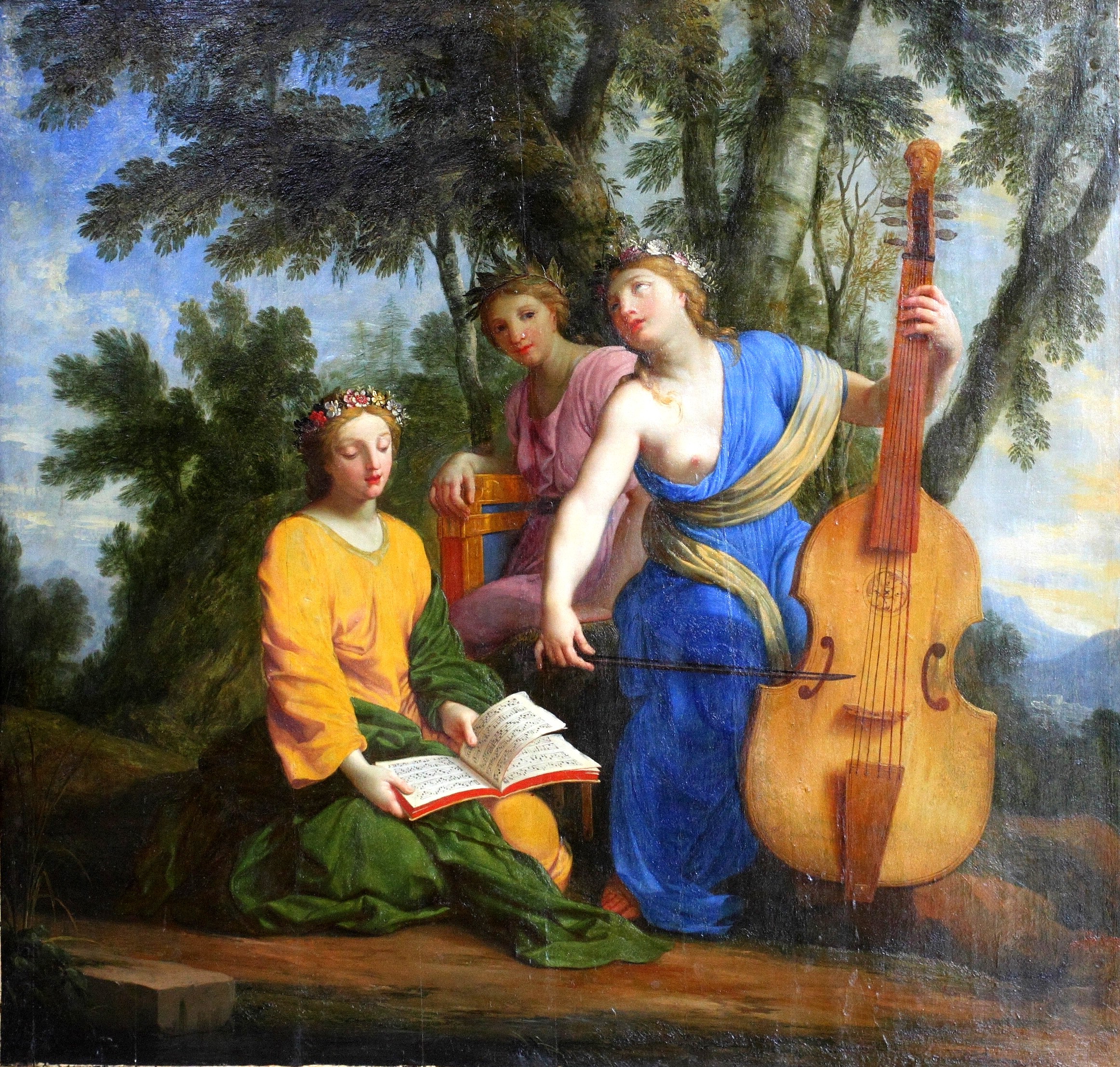
Melpomène, Érato et Polymnie, 1652-1655 – Musée du Louvre, Paris.